# Унас
Унас или Венис, такође се пише Унис (староегипатски wnjs, хеленизован облик Оенас или Онос), био је египатски фараон. Унас је био девети и последњи владар Пете династије Египта током Старог краљевства. Владао је, зависно од извора информација, од 15 до 30 година, средином 24. века пре нове ере (око 2345–2315 пре нове ере), наследивши Ђедкареа Исесија, који му је могао бити отац.
Мало се зна о његовим активностима и владавини, током које је дошло до економског опадања земље. Египат је одржавао трговинске односе са обалом Леванта и Нубијом. Могуће је да су Египћани под његовом влашћу извели војну акцију у јужном Ханану. Раст и децентрализација администрације у спрези са смањењем краљеве моћи настављени су под Унасовом владавином, што је на крају допринело колапсу Старог краљевства око 200 година касније.
Унас је изградио пирамиду у Сакари, најмању од краљевских пирамида завршених током периода Старог краљевства. Пратећи комплекс са високим храмовима повезаним 750 метара дугим насип је био раскошно украшен сликаним рељефима, чији квалитет и разноврсност превазилазе уобичајену краљевску иконографију. Штавише, Унас је био први фараон који је дао да се текстови пирамида урежу и осликају на зидовима одаја његове пирамиде, што је велика иновација коју су потом пратили његови наследници, све до Првог прелазног периода (око 2160. до 2050. п. н. е.). Ови текстови поистовећују владара са Ра и Озирисом, чији је култ био у успону у Унасово време, и требало је да помогну краљу у загробном животу.
Унас је имао неколико ћерки и вероватно једног или два сина за које се верује да су умрли пре њега. Манетон, египатски свештеник Птолемејског краљевства из трећег века пре нове ере и аутор прве историје Египта, тврди да је Унасовом смрћу угашена Пета династија. Унаса је наследио Тети, први фараон Шесте династије, вероватно после краткотрајне кризе. Међутим, археолошки докази сугеришу да Египћани у то време нису свесно раскинули са претходном династијом и да би разлика између Пете и Шесте династије могла бити илузорна.
Погребни култ Унаса успостављен његовом смрћу наставио се до краја Старог краљевства и можда је опстао током хаотичног првог међупериода. Култ је још увек постојао или је поново активиран током каснијег Средњег царства (око 2050 – око 1650. п. н. е.). То није спријечило Аменемхета I и Сенусрета I (око 1990 – око 1930. п. н. е.) да делимично демонтирају комплекс у Унасу у којем су били гробови, ради добијања грађевинског и другог материјала.
Паралелно са званичним култом, Унас је можда стекао шире поштовање и празновање, као локални бог Сакаре. Његов култ је трајао све до касног периода (664–332 пре нове ере), скоро 2000 година након његове смрти.

## Историјат

### Историјски извори
Унас је добро потврђен у историјским изворима; помиње се у три списка древних египатских краљева који датирају из периода Новог краљевства у којима се помиње. Он се налази на 33. месту на Абиодској листи краљева, која је написана за време владавине Сетија I (1290–1279 пре нове ере). Унасово име је такође присутно на Сакарској плочи (32. запис) и на Торинском краљевском канону (трећа колона, 25. ред), оба су написана за време владавине Рамзеса II (1279–1213 пре нове ере). Торински канон даље приписује Унасу 30 година владавине. Сви ови извори постављају Унаса као деветог и последњег владара Пете династије, који је наследио Ђедкареа Исесија и претходио Тетију на престолу. Ова релативна хронологија је потврђена археолошким доказима, на пример у гробницама званичника који су били активни за време власти ових краљева.
Поред ових извора, Унас се вероватно помиње и у делу Aegyptiaca, историји Египта коју је у 3. веку пре нове ере за време владавине Птолемеја II Филаделфаа (283–246 пре нове ере) написао египатски свештеник Манетон. Ни један примерак Aegyptiaca није сачуван до данас и позната нам је само кроз касније списе Секста Јулија Афiркана и Јевсевија Кесаријског. Африкан наводи да се у делу Aegyptiaca помиње фараон „Оноса“ који је владао 33 године, на крају Пете династије. Верује се да је Онос хеленизовани облик за Унас, а Африканов навод о владавини у трајању 33 године, се добро уклапа у 30 година владавине Унаса које се спомиње у Торинском канону.

### Извори о активностима из периода Унасове власти
Примарни савремени извори који сведоче о Унасовим активностима су бројни рељефи из његовог комплекса пирамида. Изузимајући ове, изненађујуће мало докумената који датирају из периода Унасове владавине сачувано је до данас, с обзиром на дужину од 30 година власти, коју наводе каснији записи. Ископавања у Абусиру, краљевској некрополи Пете династије, дала су само четири датирана натписа који се са сигурношћу приписују Унасу. Изричито наводе његову трећу, четврту, шесту и осму годину на престолу. Унас је оставио и натпис на стени на острву Елефантина, поред Прве катаракте Нила у Нубији.
Осим тога, нађено је неколико алабастерних ваза на којима се налази Унасова картуша. Комплетна посуда и додатни фрагменти који потичу из Библоса на левантинској обали сада су део колекције националнгм музеју Бејрута. Ваза непознатог порекла налази се у Националном археолошком музеју Фиренце и гласи „Хорус Ваџтави, живи вечно, краљ Горњег и Доњег Египта, син Ра, Унас, живи вечно“. Још једно пловило, непознатог порекла, изложено је у музеју Лувр. Седамнаест центиметера високиа и 132 центиметра широка,  кугласта алабастарска ваза фино украшена соколом раширених крила и две урее или кобре које гаје, држећи анкх знакове око Унасове картуше. Тегла за маст са Унасовом картушом и Хорусовим именом налази се у Бруклинском музеју. Коначно, у Петријевом музеју је изложен фрагмент калцитног обода вазе са две картуше Унаса.

## Владавина

### Породица
Унас је преузео власт након смрти свог претходника Ђедкареа Исесија. Сматра се да је Ђедкаре био Унасов отац, упркос потпуном недостатку доказа који би се односили на ово питање. Чини се да је сукцесија прошла без проблема.
Унас је имао најмање две краљице, Небет и Кенут, које су биле сахрањене у великој дуплој мастаби поред пирамиде њиховог мужа. Унас и Небет су вероватно имали сина, „краљевог сина“, „краљевског коморника“, „свештеника Маата“ и „надгедајућег Горњег Египта“ Унас-Анка, који је умро око 10 година након Унасове владавине. О сродству и значају Унас-Анка индиректно наговештава његово име и титуле, као и присуство његовог гроба у близини гробова Небета и Унаса, али тумачење његовог положаја није опште прихваћено. Предложена су још два сина, Небкаухор и Шепсеспуптах, али су ове везе оспорене у наци. Унас је вероватно умро без мушког наследника.
Унас је имао најмање пет кћери: Хеметре Хеми, Кенткаус, Неферут, Неферткаус Ику, и Сешесет Идут. Да ли је имао још кћи, Ипут, је доведено у питање.
Дужина владавине
Неизвесно је колико је трајала Унасовеа владавине. Као што је горе наведено, историјски извори му приписују 30 и 33 године на власти, што су бројке које су усвојили многи египтолози, укључујући Флиндерса Петрија, Вилијама Ц. Хејса, Дарела Бејкера, Питера Манроа, и Јаромира Малека. У прилог тако дугој владавини говоре сцене седског празника пронађени у Унасовом погребном храму. Овај фестивал се празновао тек након 30 година владавине и требало је да подмлади фараонову снагу и моћ. Међутим, сами прикази фестивала не подразумевају нужно дугу владавину. На пример, рељеф који приказује фараона Сахуреа у туници фестивала Сед пронађен је у храму где је покопан, иако су и историјски извори и археолошки докази у сагласју да је владао Египтом мање од пуних 14 година.
Други египтолози сумњају да је Унас владао мање од 30 година, због оскудности артефаката који се односе на његову владавину, као и због недостатка докумената датираних након његове осме године на престолу. Стога Јирген вон Бекерат сматра да је Унас владао Египтом 20 година док су Ролф Краус, Дејвид Варбуртон и Ерик Хорнунг сматрали да је владао 15 гогодина, у чесму су писали у студији о египатској хронологији објављеној 2012. године. Краус и Мирослав Вернер даље доводе у питање кредибилитет Торинског канона који се тиче Четврте и Пете египатске династије, тако да број од 30 година владавине који је канон навео за период власти Унаса, можда није поуздан.
Ископавања гробнице Никау-Исеси под руководством Нагиба Канаватија у Сакари дала су доказе у прилог краће владавине. Никау-Исеси је био званичник који је своју каријеру започео за време владавине Ђедкареа Исесија. Надживео је Унаса и умро је као надзорник Горњег Египта под Унасовим наследником Тетијем. Познато је да је Никау-Исеси умро у години једанаестог бројања говеда током Тетијеве владавине, што је био догађај који је укључивао  бројања стоке широм земље како би се проценио износ пореза који треба наплатити. Традиционално се верује да су се таква бројања дешавала сваке две године током Старог краљевства и сваке године током каснијег Средњег краљевства (око 2055. до 1650. године пре нове ере). Дакле, Никау-Исеси је живео 22 године након што је Тети преузео престо и заједно са 30 година владавине Унаса, умро би након 70 година. Међутим, форензичко испитивање мумије показало је да у тренутку смрти није имао више од 45 година. Ово сугерише да се пребројавање стоке обављало више од једном у две године, за време власти Унаса и Тетија, вероватно нередовно. Ако је тако, податак да је Унас владао 30 година, што би значило да је било 15 бројања стоке, могло би да значи да је владао 15 година, што би придодато са 11 година Тетијеве владавине, значило да је Никау-Исесиј умро у распону од 40. до 45. живота.

### Активности
Трговина и ратовање
Због оскудности доказа који датирају из периода Унасове владавине, о његовим активностима знамо врло мало. Постојећи трговински односи са страним земљама и градовима, посебно Библосом, изгледа да су настављени и за време Унасове власти. Рељефи са насипа његовог комплекса пирамида приказују два велика поморска брода који се враћају са експедиције на левантску обалу са сиро-кананским мушкарцима, који су били или део посада чамаца или робови. Други рељеф приказује војну кампању, Египћани наоружани луковима и бодежима нападају хананске номаде Шасу. Слични рељефи су пронађени у претходним пирамидалним комплексима, као што је комплекс у Сахуреу, и стога могу бити стандардне теме, а не прикази стварних догађаја. Други извори теже да потврде тачност ових приказа; на пример, аутобиографија Венија говори о многим казненим нападима против хананских номада у раној Шестој династији.
Јужно од Египта, натписи о Унасу на Елефантини бележе посету краља Доњој Нубији, вероватно да би добио данак локалних поглавица или због растућих немира у региону. Поред тога, рељеф са насипа Унаса који води до његове пирамиде приказује жирафу, што указује на трговинске односе са Нубијом.
Унутрашња питања
Унасова владавина била је период економског пада иако, како пише француски египтолог Николас Гримал, то „нипошто није било период декаденције“.  Заиста, египатска држава је још увек била способна да организује важне експедиције како би обезбедила грађевински материјал (камен) за комплекс владаревих пирамида. Ове експедиције су приказане на јединственим рељефима пронађеним у Унасовом насипу, а помињу се и у аутобиографској стели јендног староегипатског бирократе.  Овај званичник извештава о транспорту 1040 метара високих  стубова црвеног гранита од Елефантине до Сакаре за само четири дана, што је подвиг за који га је сам краљ похвалио. Поред важних грађевинских радова предузетих у Сакари за изградњу његовог комплекса пирамида, грађевинске активности су се одвијале и на Елефантине.
До 1996. године сматрало се да је унутрашње стање за време Унасове владавине било катастрофално, на основу рељефа са насипа његовог комплекса пирамида који приказују изнемогле људе и на тај начин упућују на период глади. Ово тумачење се променило када су у ископавањима у Абусиру 1996. пронађени слични рељефи у комплексу Сахуре, који је владао у просперитетном времену у раној Петој династији. Поред тога, истраживање је показало да су гладни људи вероватно становници пустиње, номади који се одликују специфичном фризуром, а не Египћани. Стога се ови рељефи сада схватају као стандардни прикази великодушности краља према сиромашнима и тешкоћа живота у пустињским регионима који се граниче са Египтом а не односе се на стварне догађаје.

### Смрт и крај династије
У историји Египта, Манетон наводи да је смрћу Унаса дошло до краја Пете династије. Ово може бити зато што је Унас умро без мушког наследника, јер га је његов потенцијални син Унас-Анкх преминуо пре њега. Ово је могло да изазове кризу сукцесије на коју наговештава лично име које је Тети изабрао приликом свог ступања на престо: „Сехетептави“ што значи „Онај који помирује/смирује две земље“. Тетијево право на трон могло је бити на основу брака са Ипутом, која је можда била Унасова ћерка. О овој могућности се жестоко расправља, јер је неизвесно тумачење титула које је имала Ипут, а које би указивале да је она била краљева ћерка. Штавише, многи египтолози, укључујући Мунроа, Добрева, Бауда, Мерца, Пиреннеа и Робина, одбацују идеју да би Тети могао оправдати своју тврдњу удајом у краљевску породицу, који то не мисле право на фараонски престо пролазило је по женској линији.
Поред Манетонове изјаве, листа торинских краљева представља посебну тачку прекида између Унаса и његовог наследника Тетија. Иако списак краљева није организован по династијама — које је измислио Манетон — египтолог Јаромир Малек објашњава да је „критеријум за такве поделе у Торинском канону увек била промена локације престонице и краљевске резиденције. Малек стога сугерише да је главни град Египта, тада познат као Инбу-Хедј, заиста у то време био замењен насељима која се налазе јужно, источно од Јужне Сакаре, где је можда била Унасова палата. У другом миленијуму пре нове ере ови градови су се коначно спојили и формиран је Мемфис.
Египћани који су живели у то време вероватно нису приметили никакву посебну промену, са сменом једне династије другом. Државна администрација не показује доказе о нередима, а многи званичници активни током владавине Унаса наставили су да раде за време Тетијеве владавине. Међу њима су везири Меху, Кагемни и Никау-Исеси и надзорник провинције Едфу Иси. С обзиром на то да Египћани Старог краљевства можда нису ни перципирали власт спрам династија, разлика између Пете и Шесте династије могла би бити илузорна.

## Еволуција религије и краљевства
Владавине Ђедкареа Исесија и Унаса биле су доба промена у староегипатској религији и идеологији краљевства. Промене су се први пут догодиле за време Унасове власти. Статистичка анализа фрагмената глинених печата са Хорусовим именима фараона из Пете династије указује на значајан пад култа краља у време док је Унас владао. Тренд пада култа владара се наставио за време власти Унасовог наследника Тетија. Овај тренд одражава смањење краљеве моћи, што је у спрези са растом утицаја администрације и свештенства.
У међувремену, култ Озириса је постајао све важнији. Озирис је заменио краља као гарант живота после смрти фараонових поданика. Немачки египтолог Хартвиг Алтенмилер пише да за Египћанина тог времена „... загробни живот више не зависи од односа између појединца смртника и краља, [...] уместо тога, овај однос је директно повезан са етичком позицијом односа појединца према Озирису“. Насупрот томе, култ бога сунца Ра је био у очигледном опадању, иако је Ра и даље био најважније божанство египатског пантеона. Дакле, Дједкаре Исеси и Унас нису изградили храм сунца за разлику од већине својих претходника из Пете династије. Поред тога, имена владара не садрже  било какву референцу на бога Ра, што представља раскид традиције која се одржавала од владавине Усеркафа, око једног века раније. Текстови пирамида пронађени у Унасовој пирамиди показују значај Озириса и Ра у древној египатској религији тог времена. Веровало се да оба бога играју кључну улогу у приступању загробном животу. Ра је сматран извором живота а Озирис је тумачен као сила кроз преко које ће се постићи следећи живот.

## Комплекс пирамида
Унас је за за себе поручио изградњу пирамида у северној Сакари, између Секемкетова пирамиде и југозападног угла комплекса Џосерове пирамиде, у симетрији са Усеркафовом пирамидом, која се налази на североисточном углу. У том процесу, радници су изравнали и прекрили старије гробнице које се налазе у том подручју, укључујући гробнице фараона из друге династије Хотепсехемуи (око 2890. п. н. е.). 
Првобитно египатско име пирамиде било је „Нефер Исут Унас“, што значи „Лепа су места Унаса“. Унасова пирамида је најмања, у поређењу са пирамидама завршеним током Старог краљевства, са квадратном основом 557 са 557 метара и висином од 43 метра.

### Комплекс маузолеја
Унасова пирамида је део већег комплекса за сахрањивање изграђеног око ње. Прилазило му се преко древног језера на чијој се обали налазио храм Унасове долине. Овај храм је добијао намирнице за култ краља и ту су припремани приноси. У задњем делу храма у долини био је почетак 750 метара дугачког насипа, који је по габаритима једино био једнак са Кеопсовим насипом, и који је водио до горњег храма поред пирамиде. Танак прорез на крову насипа омогућавао је да светлости осветљује зидове прекривене целом дужином осликаним рељефима. На њима су била приказана годишња доба, поворке људи, занатлије на раду, људи који дају прилоге, сцене битака и транспорт гранитних стубова за изградњу комплекса пирамида.
На крају насипа налазила се велика сала која је водила до отвореног дворишта са стубовима окруженог просторијама за складиштење. Двор је водио у сам храм маузолеја, у коме су се налазиле статуе краља и где су се приносиле жртве покојницима. Ово је било непосредно уз источну страну пирамиде, која је била окружена ограђеним зидом који је уоквиравао простор који је сматран светим. У југоисточном углу ограђеног простора била је мала пирамида за Ка краља. У унутрашњим коморе пирамиде је 1881. ушао Гастон Масперо, који је тако открио текстове пирамиде. У погребној комори није се налазило ништа осим саркофага утолог у под, као и сандука са балдахином. Откривено је да саркофаг садржи разбацане кости, које би могле бити Унасове. 

### Текстови пирамида
Главна иновација које су садржале Унасове пирамиде је прво појављивање Текстова пирамида, једног од најстаријих верских текстова у Египту који је сачуван до данас. Чинећи то, Унас је покренуо традицију која ће се наставити у пирамидама краљева и краљица од Шесте до Осме династије, све до краја Старог краљевства око 200 година касније.
Укупно 283 магијске чаролије, исклесане су и знакови су обојени плавом бојом, на зидовима ходника, предсобља и гробне коморе Унасове пирамиде. Ово чине најпотпунији приказ текстова пирамида који постоје данас. Ове чаролије су имале за циљ да помогну краљу да савлада непријатељске силе у подземном свету и тако се придруже богу сунца Ра, његовим божанским оцем у загробном животу. Исписивањем текстова на зидовима унутрашњих одаја пирамиде, архитекте Унасове пирамиде осигурале су да ће краљ имати користи од њихове моћи чак и ако престане погребни култ. Дакле, текстови у пирамиди садрже упутства за ритуалне радње и речи које треба изговорити, што сугерише да су управо оне извођене и рецитоване током трајања краљевог култа у његовом погребном храму.
Добра очуваност текстова у Унасовој пирамиди показује да су били распоређени тако да их чита ба (концепт из староегипатске концепције душе), која је према схватањима Египћана устајала из саркофага захваљујући бајалцима за васкрсење, и била је окружена заштитним чаролијама и ритуалним приносима. Ба би затим напустио погребну просторију, која садржи натписе који идентификују краља са Озирисом у Дуату, и прешао би у предсобље које симболизује Акхет. У чаролије исписане на зидовима предсобља Унаса налазе се две изрека позната као Канибалска химна, која приказује фараона како лети ка небу кроз олују и једе и богове и људе. Чинећи то, краљ би примио животну снагу богова. У овом тренутку би Унасов Ба Ба био окренут према истоку, у правцу изласка Сунца, а иза зида пирамиде, лажних врата храма где су се обављали погребни ритуали. Коначно, скретањем лево, Ба би се придружио Ра на небу пролазећи кроз пирамиду.

Пример враџбине из пирамиде Унаса је изрека 217:
Ре-Атум, долази ти овај Унас Дух неуништив Твој син ти долази Овај Унас ти долази Да можете прећи небо уједињени у мраку Да се можете уздићи у земљи светлости, месту у коме сијате!

## Наслеђе
Унасова најнепосреднија заоставштина је његов погребни култ, који се одржао барем до периода краја Старог царства. О култу сведоче гробнице у Сакари седам свештеника одговорних за обављање верских дужности у погребном комплексу. Три гробнице датирају из ране Шесте династије у време после смрти Пепија I. Још три гробнице датирају из периода владавине Пепија II, а последња датира са самог краја Старог краљевства (око 2180. године пре нове ере). Свештеници култа Уна су усвајали нова лична имена, која су садржала Унусово име, вероватно по ступању на дужност. Чини се да је Унасов погребни култ опстао током хаотичног Првог прелазног периода до Средњег краљевства. У време 12. династије (око 1990. — око 1800. п. н. е.), лектор-свештеник Унасемсаф и његова породица били су укључени у одржавање Унасовог култа култа. Упркос томе, Унасов погребни комплекс је делимично демонтиран, а грађевински материјали су поново употребљени за изградњу пирамидалних комплекса Аменемхата I и Сенусрет I.
Поред званичног култа владара, Унас је постао локални бог у некрополи Сакара. Гримал ово приписује директно величини Унасовог погребног комплекса. Малек сумња у постојање популарног култа Унаса током периода Старог краљевства, али признаје да је култ постојао д Средњег царства па надаље. Он приписује ово оживљавање Средњег краљевства географском положају Унасовог комплекса који га чини природним улазом у некрополу Саккара. Популарни култ Унаса као божанства, настављен је скоро наредних 2.000 година, што показују бројни скарабеји који носе Унасово име пронађени у Сакари и датирају из периода Новог краљевства (око 1550. — око 1077. п. н. е.) до касног периода (664. — 332. п. н. е.) Епицентар овог култа није била Унска пирамида нити припадајући посмртни храм, већ статуе краља у храму у долини. Ова активност могла би објаснити зашто је комплекс пирамида био рестауриран у време владавине принца Хаемвесета, сина Рамзес II (1279 — 1213. п. н. е.).